# Cedendżawyn Lchamdżaw
Cedendżawyn Lchamdżaw, mong. Цэдэнжавын Лхамжав (ur. 12 września 1940 w somonie Möngönmor't, zm. 15 lutego 2019) – mongolska łyżwiarka szybka, olimpijka.
Na zimowych igrzyskach olimpijskich w Innsbrucku wystąpiła w łyżwiarskich wyścigach na 1000 i 3000 metrów, zajmując odpowiednio 24. i 20. lokatę.
Jej rekordy życiowe na poszczególnych dystansach to: 500 m – 47,5 (1964); 1000 m – 1:38,8 (1964); 1500 m – 2:35,4 (1963); 3000 m – 5:27.4 (1964).